# Bloemdijken in Zeeuws-Vlaanderen
De bloem(en)dijken in Zeeuws-Vlaanderen zijn dijken in het Nederlandse Zeeuws-Vlaanderen, die gekarakteriseerd worden door een rijke plantengroei. Deze dijken bezitten hoge natuurwaarden en worden door de Stichting Het Zeeuwse Landschap beheerd.
Zo liggen tussen Oostburg en Sluis een zestiental dijken, in totaal 16 ha die vaak met knotbomen of essen zijn beplant en waar grasmus, roodborsttapuit en steenuil in broeden. Meer naar het oosten ligt nog eens 36 ha aan dijken die door het Zeeuwse Landschap worden beheerd.
Toen de dijken hun functie als zeewering verloren werden ze gewoonlijk door schaapskudden begraasd. Los daarvan zijn er grote verschillen aanwezig in bodemgesteldheid en microklimaat, daar helling en expositie van de dijken sterk kan variëren. Typerende planten voor West-Zeeuws-Vlaanderen zijn: aardaker, dubbelkelk, wilde kaardebol en donderkruid. Daar waar geen begrazing is, ontwikkelt zich struweel van meidoorn en iep.
De vele knotwilgen, welke ooit geriefhout en brandhout leverden, worden in stand gehouden en het Zeeuwse Landschap heeft het plantrecht verworven voor dijken als: Sluisse Dijk, Schenkeldijk, de Oude Zeedijk bij Zuidzande, de Polderdijk en het Noordmanswegje bij Cadzand. Hier vindt men wel 2000 knotbomen, waaronder wilgen en populieren.
Tot de dijken die bij het Zeeuwse Landschap in beheer zijn behoren:
- Austerlitzdijk
- Bruggendijk
- Diomededijk
- Eerste Hogendijk
- Geuzendijk
- Henricusdijk
- Smidsedijk
- Steenhovense Dijk
- Tragel-West
- Tweede Hogendijk
- Westhavendijk
- Zuiddijk